# Eugen Freiherr von Lotzbeck
Eugen Johan Anton von Lotzbeck, född 24 februari 1882 i München, död 22 maj 1942 i Assenhausen, var en tysk ryttare.
Lotzbeck blev olympisk mästare i dressyr vid sommarspelen 1928 i Amsterdam.